# ГЕС Місікуні
ГЕС Місікуні (ісп. Presa Misicuni) — гідроелектростанція в центральній частині Болівії. Становить частину комплексного проекту, котрий має за мету виробітку енергії під час водопостачання долини міста Кочабамба (четверте за величиною в країні).
Забір води для проекту організовано з Río Misicuni, лівої твірної Río Altamachi, котра в свою чергу є лівою притокою Río Santa Elena (права твірна Бені, лівої твірної Мадейри, яка вже нарешті впадає праворуч до Амазонки). Далі ресурс постачається на південь у напрямку Кочабамби, перепад висот на виході до якої і дозволяє одночасно виробляти електроенергію.
Перший етап проекту, реалізований у 1997—2005 роках, включав спорудження тунелю довжиною 19,5 км та діаметром 3,5/4 метри (в залежності від форми окремих ділянок) від водозаборів у верхів'ях Río Misicuni (гірський хребет Cordillera del Tunari). На другому етапі передбачалось звести велику греблю одразу після злиття витоків цієї річки (потоки Titiri та Serketa Mayu) та спорудити машинний зал з трьома турбінами загальною потужністю понад 120 МВт. Первісно розраховували, що цей етап завершать вже у 2011-му, проте переможець тендеру не впорався з завданням. Як наслідок, з 2014 року за справу взялась китайська компанія САМС, котра й фіналізувала будівництво греблі в середині 2016-го. Втім, для заповнення сховища потрібно було ще перечекати дощовий сезон 2016/2017, а вихід на повну потужність планувався на 2018 рік.
Гребля проекту Misicuni виконана як земляна споруда висотою 120 метрів і завдовжки 490 метрів, яка потребувала 3,8 млн м3 матеріалу. Крім того, знадобились 38 тис. м3 ущільненого котком бетону та проведення екскавації 2,9 млн м3 порід (у т. ч. 130 тис. м3 скельних). Під час будівництва відведення води з майданчику здійснювалось за допомогою тунелю довжиною 0,4 км. Споруда утримує водосховище з площею поверхні 4,6 км2 та об'ємом 185 млн м3 (корисний об'єм 154 млн м3).
Другий етап (будівництво власне ГЕС) передбачав також спорудження балансувального резервуару, ділянки низьконапірного тунелю довжиною 0,7 км та напірного водоводу завдовжки 3,8 км з діаметром 1,6 метра, котрий прямує по схилу гори в долину Кочабамби.
Основне обладнання станції становлять три турбіни типу Пелтон потужністю по 42,8 МВт, які використовують напір у 947 метрів.
Відпрацьована вода потрапляє у нижній балансувальний резервуар об'ємом 280 тис. м3, котрий дозволяє стабілізувати подальший відпуск ресурсу на іригаційні потреби.
Для видачі продукції її напруга піднімається до 115 кВ.
Запроектований також третій етап, який буде реалізований в залежності від вирішення питання фінансування. Він передбачає спорудження тунелів довжиною 20 км для подачі додаткового ресурсу зі сточищ Putucuni та Vizcachas, що дозволить забезпечити нормальне завантаження всіх трьох гідроагрегатів ГЕС — наразі з Río Misicuni постачається 3,2 м3/с, тоді як по завершенні третього етапу цей показник повинен зрости майже вдвічі до 6,1 м3/с.